# John Doyle (Politiker)
Robert John Doyle (* 31. März 1942 in Covington, Virginia) ist ein US-amerikanischer Politiker der Demokratischen Partei.

## Leben
Doyle studierte Politikwissenschaften und Geschichte an der Shepherd University in Shepherdstown (West Virginia), wo er 1966 graduierte. Von 1982 bis 1984 sowie von 1992 bis 2012 gehörte er dem Abgeordnetenhaus von West Virginia an. Doyle setzte sich im Parlament von West Virginia unter anderem für die Einführung eines Lebenspartnerschaftsinstitutes für gleichgeschlechtliche Paare („civil union“) ein. Doyle lebt in Shepherdstown.